# Widrodschennja (Lwiw)
Widrodschennja (ukrainisch Відродження; russisch Видродження, polnisch Mokrotyn Kolonia) ist ein Dorf in der westukrainischen Oblast Lwiw mit etwa 100 Einwohnern.
Am 12. Juni 2020 wurde das Dorf ein Teil der neu gegründeten Stadtgemeinde Schowkwa im Rajon Lwiw, bis dahin gehörte es mit den Dörfern Kopanka (Копанка), Poljany (Поляни), Terniw (Тернів) und Mokrotyn zur Landratsgemeinde Mokrotyn im Rajon Schowkwa.

## Geschichte
Bei der Ersten Teilung Polens kamen die Kammergüter von Merwytschi 1772 zum neuen Königreich Galizien und Lodomerien des habsburgischen Kaiserreichs (ab 1804).
Das Dorf entstand im Jahre 1786 im Zuge der Josephinischen Kolonisation auf dem Grund des Dorfes Mokrotyn. Deutsche Kolonisten katholischer Konfession wurden dort angesiedelt. Die Kolonie wurde eine unabhängige Gemeinde, einfach Colonie Mokrotyn genannt.
Im Jahre 1900 hatte die Gemeinde Mokrotyn Kolonia 19 Häuser mit 146 Einwohnern, davon 130 deutschsprachige, 16 ruthenischsprachige, 128 römisch-katholische, 18 griechisch-katholische.
Nach dem Ende des Polnisch-Ukrainischen Kriegs 1919 kam die Gemeinde zu Polen. Im Jahre 1921 hatte die Gemeinde Mokrotyn Kolonja 23 Häuser mit 183 Einwohnern, davon 117 Polen, 52 Deutschen, 14 Ruthenen, 163 römisch-katholische, 20 griechisch-katholische.
Im Zweiten Weltkrieg gehörte der Ort zuerst zur Sowjetunion und ab 1941 zum Generalgouvernement. Ab 1945 lag das Dorf wieder in der Ukrainischen Sozialistischen Sowjetrepublik der Sowjetunion. Seit dem Zerfall der Sowjetunion 1991 ist die Ortschaft Teil der unabhängigen Ukraine.
Im Jahre 1979 erhielt das Dorf den heutigen Namen Widrodschennja/Відродження, der Wiedergeburt bedeutet.